# Граменз, Дон
Дон Граменз (род. 20 марта 1971 года) — американский футболист, который 13 сезонов играл на позиции защитника за «Миннесота Тандер». Был включён в зал славы клуба. Граменз начал заниматься футболом в Университете Висконсина-Милуоки, где был капитаном команды. В 2008 году он исполнял обязанности главного тренера «Миннесота Тандер», сменив Амоса Маги. Он стал последним тренером этого клуба, так как в 2009 году он был расформирован.

## Биография
Граменз играл за команду университета в 1990—1993 годах и был её членом на Турнире NCAA 1990. Граменз сыграл 70 матчей, забил 19 голов и отдал 19 голевых передач за четыре года карьеры в «Милуоки Пантерс». Тогда он ещё играл на позиции полузащитника. Он провёл 61 матч из 70 в стартовом составе игр, а по количеству результативных передач он по-прежнему занимает девятое место в истории «Пантерс». К тому же Граменз также был признан самым прогрессирующим игроком команды после 1991 года, в дополнение к этому в 1993 году он был удостоен ежегодной премии от тренера. Начав профессиональную карьеру, Граменз в течение 13 сезонов защищал цвета «Миннесота Тандер», в составе которого сыграл 212 матчей. Граменз закончил свою карьеру с 17 голами и 28 результативными передачами, заняв десятое место в рейтинге бомбардиров и четвёртое — в рейтинге ассистентов за всю историю клуба. Граменз стал только шестым игроком в истории «Тандер», вошедшим в Зал славы, присоединившись к бывшим пантерам по клубу Джерарду Лагосу, Мэнни Лагосу, и Тони Санне.
Я думаю, что это заслуженная честь. Везде, куда бы Дон не пошёл, он оказывал большое влияние. Здесь он возвысился от простого статиста до капитана команды, и он по-прежнему имеет огромный авторитет благодаря своей профессиональной карьере в Миннесоте. Я просто очень рад за него. Он достоен этого.Луи Беннетт, главный тренер «Милуоки Пантерс».